# بيتوريس منديز
 بيتوريس منديز  (بالإنجليزية: Bitores Mendez)‏ هو شخصية خيالية من إنتاج كابكوم ظهر كأحد الزعماء في ريزدنت إيفل 4.

## القصة المختصرة
كان بيتوريس منديز عضوا في منظمة لوس المياندوس والزعيم أو مشرف القرويين، تميز بقوته الكبير ومقاومته للأسلحة النارية وقتل بعد محاولات على يد ليون س. كينيدي الذي كاد أن يقتل لولا البراميل الذي إنفجرت بأعجوبة على منديز رغم صموده للقتال بعد الانفجار الجسيم.